# Indonéská námořní bezpečnostní agentura
Indonéská námořní bezpečnostní agentura (anglicky Indonesian Maritime Security Agency, indonésky Badan Keamanan Laut Republik Indonesia – BAKAMLA) je pobřežní stráží Indonésie. Pobřežní stráž vznikla roku 2014. Mezi její hlavní úkoly patří ochrana výsostných vod země a její výlučné ekonomické zóny, kontrola rybolovných oblastí a mise SAR. Její plavidla mají před jménem prefix KN.

## Historie
Roku 2014 byla založena Indonéská námořní bezpečnostní agentura, která plní většinu úkolů obvyklých pro pobřežní stráže. Paralelně k ní však funguje rovněž Indonéská námořní a pobřežní stráž (indonésky Kesatuan Penjagaan Laut dan Pantai Republik Indonesia – KPLP), která v rámci ministerstva dopravy dohlíží na bezpečnost námořní plavby. V květnu 2019 indonéská vláda oznámila záměr na sloučení obou svých námořních agentur, čímž by vznikla plnohodnotná pobřežní stráž disponující stovkami plavidel.
Indonésie se mimo jiné potýká s nelegálním rybolovem, zejména ze strany vietnamských a čínských rybářů a dále s čínskými nároky na oblast Natunských ostrovů. Čína si nově začala nárokovat tuto oblast v rámci své expansivní strategie „Linie devíti čar“ jako budoucí součást svého území (Čína si činí nárok na plných 90% Jihočínského moře). V oblasti Natunského moře již došlo k několika incidentům. V březnu 2013 indonéská hlídková loď zadržela nelegálně lovící čínskou rybářskou loď, do oblasti však rychle připlula čínská hlídková loď Nanfeng a vynutila si její propuštění. V březnu 2016 byla u Natunských ostrovů zadržena čínská rybářská loď Kway Fey 10078, přičemž následně si její propuštění vynutila ozbrojená hlídková loď Čínské pobřežní stráže. V prosinci 2019 do Natunského moře proniklo 60 čínských rybářských lodí. Indonéské námořnictvo do oblasti vyslalo hlídkové lodě a událost se řešila i diplomaticky. Čína rovněž do oblasti začala vysílat plavidla Čínská pobřežní stráže.
V lednu 2020 indonéská pobřežní stráž zveřejnila záměr na stavbu nových oceánských hlídkových lodí, které by umožnily účinnější nasazení v problémových oblastech. Pobřežní stráž také prohlubuje spolupráci s podobnými složkami dalších zemí, například s Indickou pobřežní stráží.
V roce 2023 se Japonsko zavázalo na summitu ASEAN, že indonéské pobřežní stráži poskytne novou velkou hlídkovou loď.
Stavba plavidla byla objednána u loděnice Shimonoseki Shipyard & Machinery Works v Jamaguči, která je součástí koncernu Mitsubishi Heavy Industries. Dodání plavidla je plánováno na rok 2028.

## Složení

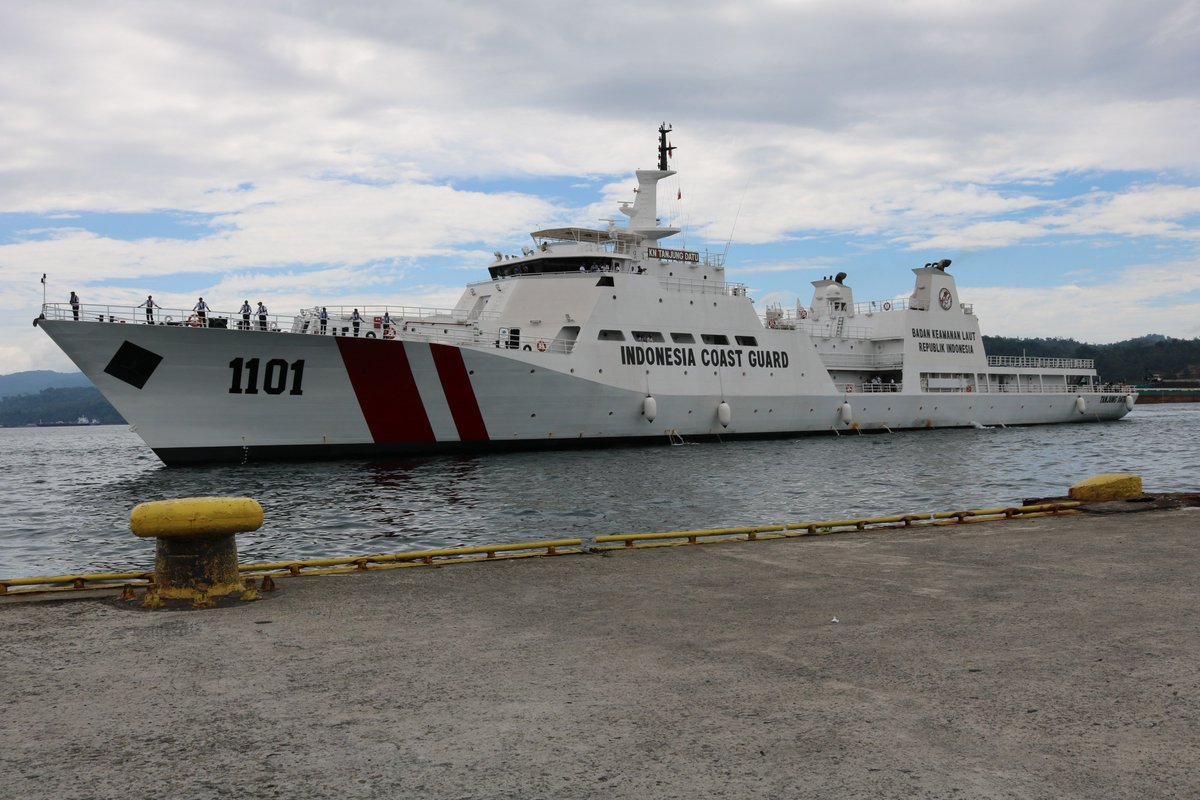
Hlídková loď KN Tanjung Datu (110)

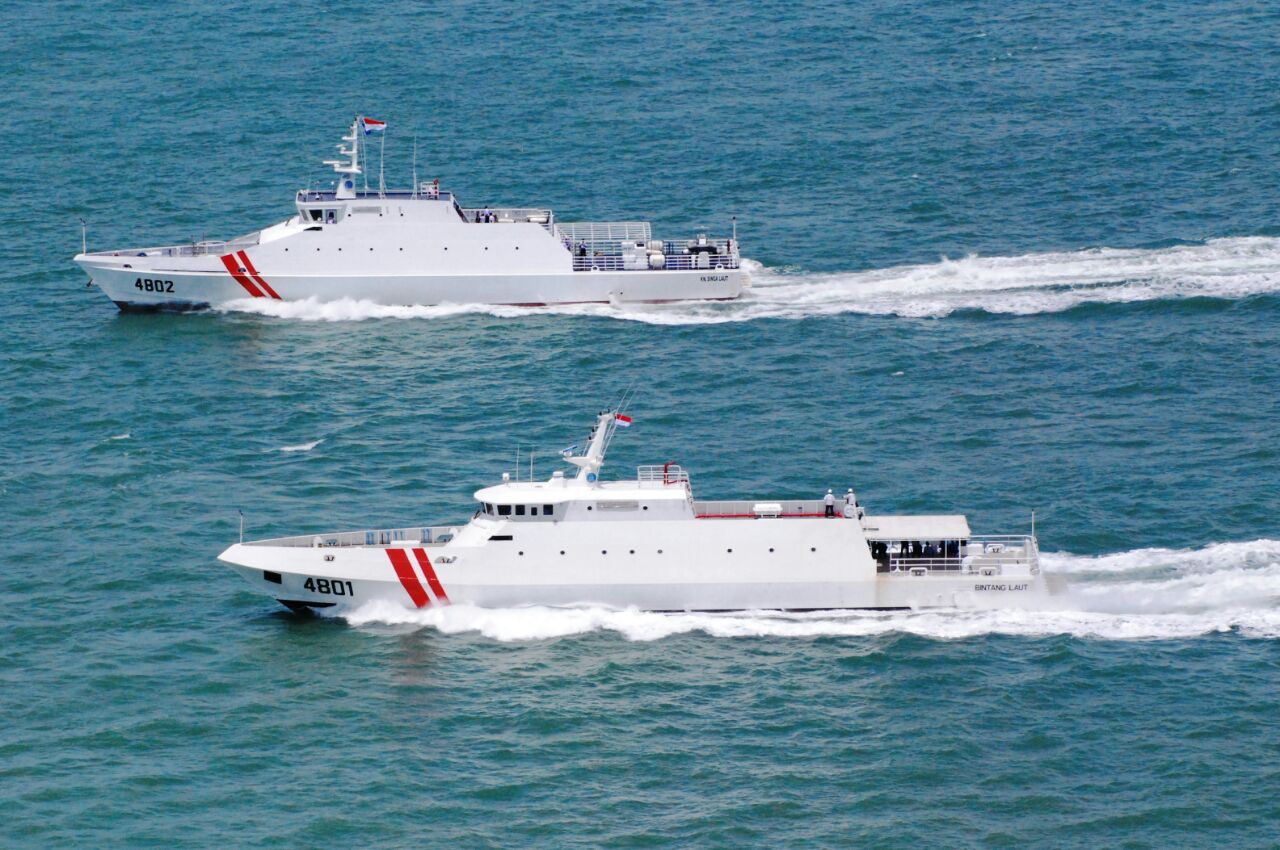
Hlídkové čluny pobřežní stráže

- 110metrové hlídkové lodě
  - Tanjung Datu (110)

- 83metrové hlídkové lodě
  - Pulau Nipah (321)
  - Pulau Marore (322)
  - Dana (323)

- 48metrové hlídkové lodě
  - Bintang Laut (4801)
  - Singa Laut (4802)
  - Kuda Laut (4803)
  - Gajah Laut (4804)
  - Ular Laut (4805)
  - Belut Laut (4806)